# 976 (numero)
Novecentosettantasei (976) è il numero naturale dopo il 975 e prima del 977.

## Proprietà matematiche
- È un numero pari.
- È un numero composto con 10 divisori: 1, 2, 4, 8, 16, 61, 122, 244, 488, 976. Poiché la somma dei suoi divisori (escluso il numero stesso) è 946 < 976, è un numero difettivo.
- È un numero intoccabile.
- È un numero odioso.
- È un numero palindromo nel sistema posizionale a base 3 (1100011), in quello a base 11 (808) e quello a base 25 (1E1).
- È un numero ondulante nel sistema posizionale a base 11 (808) e quello a base 25 (1E1).
- È un numero decagonale.
- È parte delle terne pitagoriche  (176, 960, 976) , (732, 976, 1220) , (976, 1830, 2074) , (976, 3657, 3785) , (976, 3843, 3965) , (976, 7410, 7474) , (976, 14868, 14900) , (976, 29760, 29776) , (976, 59532, 59540) , (976, 119070, 119073) , (976, 238143, 238145).

## Astronomia
- 976 Benjamina è un asteroide della fascia principale del sistema solare.
- NGC 976 è una galassia spirale della costellazione dell'Ariete.

## Astronautica
- Cosmos 976 è un satellite artificiale russo.